# ファッキンニューガイ症候群

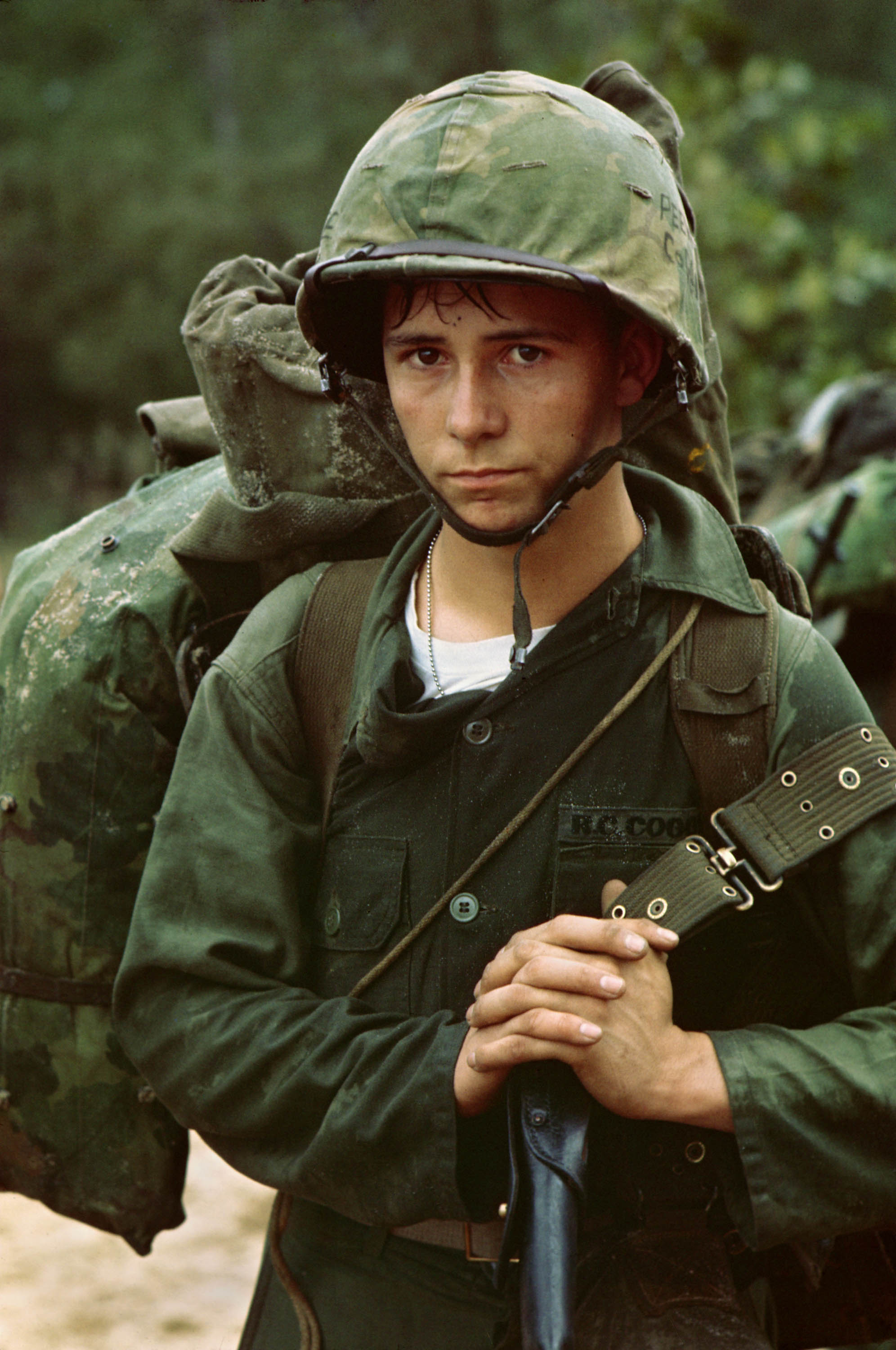
1965年8月3日の海兵隊の着陸中、浜辺で待機する若い海兵隊の二等兵。ダナン、ベトナム。

ファッキンニューガイ (FNG syndrome)は新兵を指す軽蔑語。ベトナム戦争において東南アジアに配属されたアメリカ陸軍及びアメリカ海兵隊の兵士、従軍聖職者、衛生兵から使われ始めた。